# インターバロメーター (カメラ)
インターバロメーター（Intervalometer ）またはインターバルタイマー（Interval Timer ）は、カメラにおいてモータードライブと併用することで一定時間間隔での露出が可能になるカメラアクセサリーである。花の開花過程や昆虫の脱皮過程を連続撮影する等に使われる。
後にはモータードライブやワインダーに内蔵されたもの、ニコンF4用「マルチコントロールバックMF-23」のようにプログラムバックに内蔵されたもの、ニコンF5のようにモータードライブとともにカメラ本体に内蔵された製品もある。

## 撮影間隔の指定
撮影間隔はダイヤル、プッシュボタン等により選択できる。
日本光学工業（現ニコン）の「インターバロメーターMT-1」では0.15、0.25、0.5、1、2、4、6、8、10、12、15、20、30、40秒、1、2、3、4、6、8分から選択する。この機種はニコンF2系列に使用することで0.1、0.25、0.5、1、2、4、6、8、10、12、15、20、30、40秒、1、2、3、4、6、8分の長時間露光機能も使えた。
ヤシカのコンタックスRTS（1975年11月発売）用「プロフェッショナルモータードライブPMD」に内蔵されたインターバルタイマーでは2、5、10、30、60秒から選択する。
チノンのチノンCP-5ツインプログラム（1984年3月発売）用「パワーワインダーPW-600」に内蔵されたインターバルタイマーでは1、2、4、8、15、30秒から選択する。